# Mistrzostwa Ibero-Amerykańskie w Lekkoatletyce 2006
12. Mistrzostwa Ibero-Amerykańskie w Lekkoatletyce – zawody lekkoatletyczne, które odbyły się w dniach 26-28 maja 2006 w Ponce.

## Rezultaty

### Mężczyźni
| Konkurencja                   | 1. miejsce                                                              | Wynik      | 2. miejsce                                                                      | Wynik      | 3. miejsce                                                                                 | Wynik      |
| ----------------------------- | ----------------------------------------------------------------------- | ---------- | ------------------------------------------------------------------------------- | ---------- | ------------------------------------------------------------------------------------------ | ---------- |
| Bieg na 100 m                 | Vicente de Lima                                                         | 10,22      | Kael Becerra                                                                    | 10,32      | Heber Viera                                                                                | 10,45      |
| Bieg na 200 m                 | Juan Pedro Toledo                                                       | 20,74      | Heber Viera                                                                     | 20,80      | Basílio de Moraes                                                                          | 20,84      |
| Bieg na 400 m                 | Andrés Silva                                                            | 45,35      | Arismendy Peguero                                                               | 45,91      | David Testa                                                                                | 46,46      |
| Bieg na 800 m                 | Osmar dos Santos                                                        | 1:46,22    | Fadrique Iglesias                                                               | 1:48,16    | Eduar Villanueva                                                                           | 1:48,31    |
| Bieg na 1500 m                | Diego Ruiz                                                              | 3:46,99    | Víctor Riobó                                                                    | 3:47,37    | Luis Daniel Soto                                                                           | 3:47,48    |
| Bieg na 3000 m                | Hudson de Souza                                                         | 8:08,62    | Javier Carriqueo                                                                | 8:09,20    | Francisco España                                                                           | 8:09,43    |
| Bieg na 5000 m                | Marílson dos Santos                                                     | 13:42,88   | Álvaro Jiménez                                                                  | 14:03,57   | José Rocha                                                                                 | 14:07,51   |
| Bieg na 3000 m z przeszkodami | Alexander Greaux                                                        | 8:35,89    | Fernando Alex Fernandes                                                         | 8:36,97    | Francisco Javier Lara                                                                      | 8:37,78    |
| Bieg na 110 m przez płotki    | Anselmo da Silva                                                        | 13,51      | Redelén dos Santos                                                              | 13,72      | Enrique Llanos                                                                             | 13,86      |
| Bieg na 400 m przez płotki    | Javier Culson                                                           | 49,71      | Luís Montenegro                                                                 | 50,22      | José María Romera                                                                          | 50,84      |
| Sztafeta 4 × 100 m            | Dominikana Irving Guerrero · Joel Báez · Juan Sainfleur · Carlos García | 39,65      | Brazylia Anselmo da Silva · Basílio de Moraes · Vicente de Lima · Luís Ambrosio | 40,52      | Portoryko Luis López · Roberto Rivera · Jorge Richardson · Emilio Rivera                   | 40,59      |
| Sztafeta 4 × 400 m            | Dominikana Pedro Mejía · Juan Betances · Yoel Tapia · Arismendy Peguero | 3:06,11    | Portoryko Fabián Martínez · Javier Culson · Christian Santiago · Félix Martínez | 3:07,27    | Brazylia Luís Ambrosio · Sanderlei Parrela · Thiago Chyaromont · Anderson Jorge dos Santos | 3:25,18    |
| Chód na 20 000 m              | Rolando Saquipay                                                        | 1:28:48,36 | José Ignacio Díaz                                                               | 1:30:43,27 | Sérgio Galdino                                                                             | 1:32:50,12 |
| Skok wzwyż                    | Jessé de Lima                                                           | 2,24       | Gilmar Mayo                                                                     | 2,20       | Gerardo Martínez                                                                           | 2,16       |
| Skok o tyczce                 | Germán Chiaraviglio                                                     | 5,70       | Fábio Gomes                                                                     | 5,65       | José Francisco Nava                                                                        | 5,25       |
| Skok w dal                    | Irving Saladino                                                         | 8,42       | Carlos Jorge                                                                    | 7,84       | Allen Simms                                                                                | 7,67       |
| Trójskok                      | Jefferson Sabino                                                        | 16,81      | Allen Simms                                                                     | 16,60      | Leisner Aragón                                                                             | 15,94      |
| Pchnięcie kulą                | Yojer Medina                                                            | 18,79      | Borja Vivas                                                                     | 18,66      | Marco Antonio Verni                                                                        | 18,48      |
| Rzut dyskiem                  | Jorge Balliengo                                                         | 59,62      | Héctor Hurtado                                                                  | 53,43      | Ronald Julião                                                                              | 52,36      |
| Rzut młotem                   | Juan Ignacio Cerra                                                      | 69,38      | Dário Manso                                                                     | 69,17      | Wagner Domingos                                                                            | 66,06      |
| Rzut oszczepem                | Júlio César de Oliveira                                                 | 78,91      | Luiz Fernando da Silva                                                          | 73,83      | Pablo Pietrobelli                                                                          | 72,50      |
| Dziesięciobój                 | Óscar González                                                          | 7498       | David Gómez                                                                     | 7400       | Jorge Naranjo                                                                              | 6886       |

W dniu rozgrywania finału konkursu rzutu dyskiem, srebrny medal w tej konkurencji wywalczył Marcelo Pugliese. Został mu on odebrany po tym, jak udowodniono u sportowca stosowanie dopingu.

### Kobiety
| Konkurencja                   | 1. miejsce                                                                          | Wynik    | 2. miejsce                                                                          | Wynik    | 3. miejsce                                                                    | Wynik    |
| ----------------------------- | ----------------------------------------------------------------------------------- | -------- | ----------------------------------------------------------------------------------- | -------- | ----------------------------------------------------------------------------- | -------- |
| Bieg na 100 m                 | Franciela Krasucki                                                                  | 11,61    | Belén Recio                                                                         | 11,66    | Celiangeli Morales                                                            | 11,72    |
| Bieg na 200 m                 | Felipa Palacios                                                                     | 23,03    | Darlenys Obregón                                                                    | 23,23    | Militza Castro                                                                | 23,46    |
| Bieg na 400 m                 | Norma González                                                                      | 52,87    | Maria Laura Almirão                                                                 | 53,61    | Mayra González                                                                | 53,64    |
| Bieg na 800 m                 | Rosibel García                                                                      | 2:01,62  | Gabriela Medina                                                                     | 2:03,43  | Lizaira Del Valle                                                             | 2:03,76  |
| Bieg na 1500 m                | Isabel Macías                                                                       | 4:21,65  | Lizaira Del Valle                                                                   | 4:23,35  | Angélica Sánchez                                                              | 4:25,73  |
| Bieg na 3000 m                | Jéssica Augusto                                                                     | 9:06,74  | Lucélia Peres                                                                       | 9:15,79  | Bertha Sánchez                                                                | 9:19,04  |
| Bieg na 5000 m                | Bertha Sánchez                                                                      | 16:10,32 | Lucélia Peres                                                                       | 16:13,67 | Zenaida Maldonado                                                             | 17:09,70 |
| Bieg na 3000 m z przeszkodami | Zenaide Vieira                                                                      | 9:55,95  | Teresa Urbina                                                                       | 10:05,74 | Tamara Sanfabio                                                               | 10:13,66 |
| Bieg na 100 m przez płotki    | Maíla Machado                                                                       | 13,02    | Gilvaneide Oliveira                                                                 | 13,39    | Francisca Guzmán                                                              | 13,45    |
| Bieg na 400 m przez płotki    | Laia Forcadell                                                                      | 57,26    | Perla dos Santos                                                                    | 58,24    | Yvonne Harrison                                                               | 58,56    |
| Sztafeta 4 × 100 m            | Brazylia Maíla Machado · Franciela Krasucki · Tathiana Ignácio · Luciana dos Santos | 44,49    | Portoryko Roxana Mercado · Militza Castro · Jennifer Gutiérrez · Celiangeli Morales | 44,50    | Kolumbia Melisa Murillo · Felipa Palacios · Darlenys Obregón · Norma González | 44,79    |
| Sztafeta 4 × 400 m            | Meksyk Ruth Grajeda · Gabriela Medina · Mayra González · Nallely Vela               | 3:33,56  | Kolumbia Rosibel García · Muriel Coneo · Darlenys Obregón · Norma González          | 3:37,71  | Portoryko Beatriz Cruz · Maritza Salas · Arelys Caro · Lizaira Del Valle      | 3:38,51  |
| Chód na 10 000 m              | Ana Cabecinha                                                                       | 45:45,03 | Evelyn Núñez                                                                        | 46:19,48 | María José Poves                                                              | 46:24,09 |
| Skok wzwyż                    | Marta Mendía                                                                        | 1,84     | Juana Arrendel                                                                      | 1,84     | Marielys Rojas                                                                | 1,84     |
| Skok o tyczce                 | Fabiana Murer                                                                       | 4,56     | Joana Costa Mari Mar Sánchez Carolina Torres                                        | 4,10     | N/A                                                                           | N/A      |
| Skok w dal                    | Keila Costa                                                                         | 6,54     | Luciana dos Santos                                                                  | 6,25     | Adriana Severino                                                              | 6,09     |
| Trójskok                      | Patricia Sarrapio                                                                   | 13,82    | Johanna Triviño                                                                     | 13,55    | Gisele de Oliveira                                                            | 13,35    |
| Pchnięcie kulą                | Elisângela Adriano                                                                  | 16,99    | Irache Quintanal                                                                    | 16,20    | Rocío Comba                                                                   | 15,11    |
| Rzut dyskiem                  | Elisângela Adriano                                                                  | 58,67    | Irache Quintanal                                                                    | 53,77    | Marianne Berndt                                                               | 50,05    |
| Rzut młotem                   | Amarilys Alméstica                                                                  | 66,21    | Vânia Silva                                                                         | 64,59    | Dolores Pedrares                                                              | 64,52    |
| Rzut oszczepem                | Alessandra Resende                                                                  | 55,12    | Coralys Ortiz                                                                       | 37,86    | N/A                                                                           | N/A      |
| Siedmiobój                    | Juana Castillo                                                                      | 5860     | Elizete da Silva                                                                    | 5468     | Francia Manzanillo                                                            | 5448     |

## Klasyfikacja medalowa
*   Gospodarz ( Portoryko)
| Miejsce | Reprezentacja | Złoto | Srebro | Brąz | Razem |
| ------- | ------------- | ----- | ------ | ---- | ----- |
| 1       | Brazylia      | 17    | 13     | 6    | 36    |
| 2       | Hiszpania     | 6     | 10     | 7    | 23    |
| 3       | Kolumbia      | 4     | 4      | 3    | 11    |
| 4       | Portoryko*    | 3     | 5      | 10   | 18    |
| 5       | Dominikana    | 3     | 3      | 2    | 8     |
| 6       | Argentyna     | 3     | 1      | 2    | 6     |
| 7       | Portugalia    | 2     | 2      | 1    | 5     |
| 8       | Meksyk        | 2     | 1      | 3    | 6     |
| 9       | Wenezuela     | 1     | 1      | 2    | 4     |
| 10      | Urugwaj       | 1     | 1      | 1    | 3     |
| 11      | Panama        | 1     | 0      | 0    | 1     |
| 11      | Ekwador       | 1     | 0      | 0    | 1     |
| 13      | Chile         | 0     | 3      | 5    | 8     |
| 14      | Boliwia       | 0     | 1      | 0    | 1     |
| 14      | Gwatemala     | 0     | 1      | 0    | 1     |
| Razem   | Razem         | 44    | 46     | 42   | 132   |